# 法蘭克-蒙古同盟

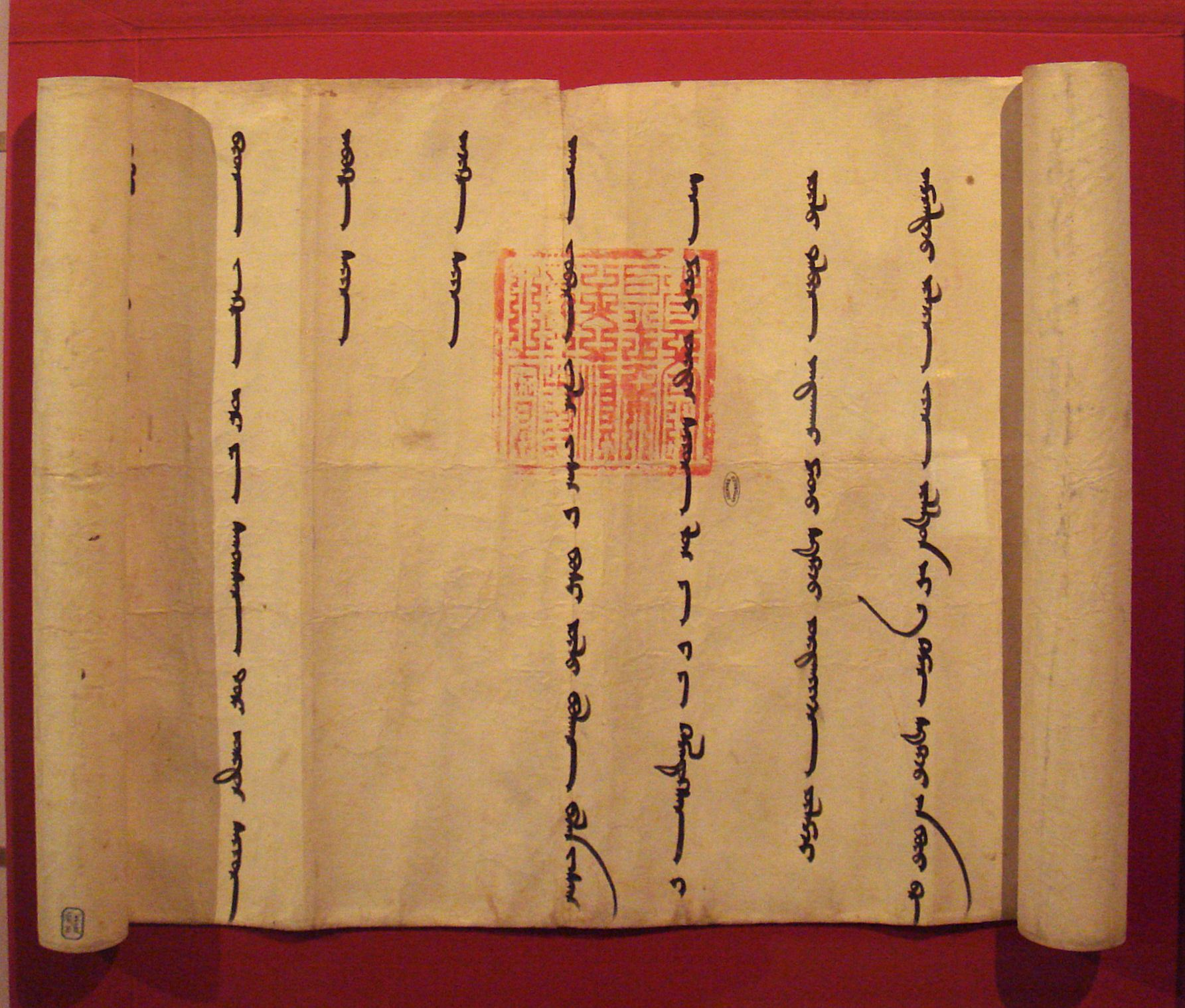
蒙古的伊兒汗國国王完者都1305年寫予法國的君主菲利普四世建議軍事合作的信（書卷大小為302x50厘米或9.91x1.64呎）。

在13世纪，法蘭克的十字軍和蒙古帝国曾數次嘗試建立法蘭克-蒙古同盟以抗衡兩國共同的敌人——馬木留克王朝。在當時的時局上，此同盟的成立理據乃是十分明顯：鉴于蒙古皇室中存在许多有影响力的聶斯脫里派信徒，蒙古人已经對基督教感到有所同情；黎凡特十字军国和位於西欧洲的法蘭克人開始對接受東方的援助持有開放態度，其中是因為传奇神话中的祭司王約翰（一個來自東方且會在聖地協助十字軍的王）。穆斯林也是法蘭克人和蒙古人的共同的敌人。然而，尽管几十年中不斷互相傳遞訊息和派遣使者交流以及送禮，這個時常建議成立的同盟卻从来没有取得成果。
歐洲人與蒙古人之間的聯繫可追溯至大約1220年，教皇和欧洲君主偶爾會聯繫蒙古的領導人（例如大汗），其後與受伊兒汗國統治的伊朗人聯絡尤其頻繁。通常兩方之間是西方勸喻蒙古改為信奉西方基督教，而蒙古人則希望西方降服於蒙古及進貢予蒙古。蒙古人在推进至亚洲各地時已经征服了许多基督教和穆斯林国家，破坏了穆斯林的阿拔斯王朝和阿尤布王朝。而接下来的几代蒙古人則在地區中與剩下的埃及籍馬木留克穆斯林力量鬥爭。奇里乞亞亞美尼亞王國的國王海屯一世在1247年降服於蒙古人，并鼓勵其他君主組成基督教-蒙古同盟，但只能够说服他的女婿（作為十字军国家的安條克公國王子博希蒙德六世）。在1260年，博希蒙德六世亦降服於蒙古人。其他基督教领袖，如阿卡的十字军更不信任的蒙古人，認為蒙古人反而為地區中最大的威脅。阿卡的爵士因此与穆斯林馬木留克建立了個不尋常的被動同盟，令埃及馬木留克可以經阿卡的同意底下在1260年的阿音札魯特戰役而經過十字軍的領土以對抗和迎擊蒙古人。